# 萩原寿哉
萩原 寿哉（はぎわら としや、1993年3月9日 - ）は、日本の元ラグビー選手。

## プロフィール
- 群馬県出身。
- ポジションはフランカー(FL)、ナンバーエイト(No8)。
- 身長 180cm、体重 97kg
- ニックネームはハギ。
- 関西学生代表に選ばれたことがある[1]。

## 略歴
前橋ラグビースクールでラグビーを始めた。
2011年、明和県央高校卒業後、立命館大学に入る。
2015年、立命館大学卒業後、近鉄ライナーズに加入。
2016年10月8日に行われたジャパンラグビートップリーグ第6節のトヨタ自動車ヴェルブリッツ戦に途中出場で公式戦初出場を果たす。
2021年、現役を引退した。